# Turtmannite
La turtmannite è un minerale.